# 패컬티 (영화)
《패컬티》(영어: The Faculty)는 1998년 미국에서 개봉된 SF 공포 영화이다. 로버트 로드리게스가 연출과 편집을 맡았다. 조대나 브루스터, 클리아 듀발, 로라 해리스, 조시 하트넷, 숀 해터시, 팜커 얀선, 파이퍼 로리, 비비 뉴워스, 로버트 패트릭, 어셔 레이먼드, 존 스튜어트, 일라이자 우드 등이 출연하였다.
1998년 12월 25일 미라맥스 필름스를 통해 개봉하였다. 1999년 제25회 새턴상 최우수 공포 영화 후보에 올랐다.
이후 열혈 시청자층이 형성되며 컬트 영화화되었다.

## 줄거리
오하이오주 고등학교 축구장에서 어느 날 기묘한 생명체가 발견된다. 과학 교사는 이를 아직 발견된 적이 없는 두족류 기생 중생동물로 추정하지만 실은 고향별이 죽어가자 지구를 정복하기로 한 외계 생명이었고, 대다수 교사들은 이미 이들에게 조종되고 있었다. 학생들은 생존에 물이 필수적인 이 외계 생명체에게 탈수를 유도하는 카페인으로 맞서 싸우는 가운데 여왕 외계인을 죽이면 모두가 정상으로 돌아올 것이라는 가설을 세우고 여왕을 찾아나선다.

## 출연
- 조대나 브루스터 - 딜라일라 프로핏, 교내 신문 편집장, 치어리더장 역
- 클리아 듀발 - 스토클리 "스토크스" 미첼 역
- 로라 해리스 - 메리베스 루이즈 허친슨, 전학생 역
- 조시 하트넷 - 직 테일러 역
- 숀 해터시 - 스탠 로사도, 딜라일라의 남자친구 역
- 살마 하예크 - 로자 하퍼 간호사 역
- 팜커 얀선 - 엘리자베스 버크 양 역
- 파이퍼 로리 - 캐런 올슨 씨, 연극 교사 역
- 크리스토퍼 맥도널드 - 프랭크 코너 씨 역
- 비비 뉴워스 - 밸러리 드레이크 교장 역
- 로버트 패트릭 - 조 윌리스 코치 역
- 어셔 레이먼드 - 게이브 샌토라 역
- 존 스튜어트 - 에드워드 펄롱 교수, 과학 교사 역
- 대니얼 본바건 - 존 테이트 씨 역
- 일라이자 우드 - 케이시 코너, 교내 신문 사진사 딜라일라의 조수 역
- 서머 피닉스
- 존 에이브럼스

## 기타 제작진
- 공동 제작: 밥 와인스틴, 하비 와인스틴

## 사운드트랙
1. "Another Brick in the Wall (Part 2)" - 클래스 오브 99
2. "The Kids Aren't Alright" - 오프스프링
3. "I'm Eighteen" - 크리드
4. "Helpless" - D 제너레이션
5. "School's Out" - 솔 어사일럼
6. "Medication" - 가비지
7. "Haunting Me" - 스태빙 웨스트워드
8. "Maybe Someday" - 플릭
9. "Resuscitation" - 셰릴 크로
10. "It's Over Now" - 네브
11. "Changes" - 숀 멀린스
12. "Stay Young" - 오아시스
13. "Another Brick in the Wall (Part 1)" - 클래스 오브 99

## 우리말 녹음
KBS 성우진 (2003년 12월 7일)
- 강수진 - 케이시(일라이자 우드)
- 김승준 - 직(조시 하트넷)
- 오수경 - 스토클리(클리아 듀발)
- 배정미 - 메리베스(로라 해리스)
- 유동균 - 스탠(숀 해터시)
- 정미숙 - 딜라일라(조대나 브루스터)
- 김세한 - 월리스 코치(로버트 패트릭)
- 성병숙 - 드레이크 교장(비비 뉴워스)
- 송덕희 - 버크 양(팜커 얀선)
- 이경자 - 올슨 씨(파이퍼 로리)
- 오세홍 - 펄롱 교수(존 스튜어트)
- 장광 - 테이트 씨(대니얼 본바건)
- 임은정 - 브러멀 씨(수전 윌리스)
- 김승태 - 게이브(어셔 레이먼드)
- 류다무현 - 미트(피트 잰슨)